# Sponsor
Sponsor er et låneord fra engelsk. En sponsor er en enkelt person, en juridisk person eller som oftest: et firma, der dækker økonomiske udgifter i forbindelse med (eksempelvis) sport for til gengæld at blive promoveret og associeret med den givne begivenhed. En sponsorat kan også støtte aktiviteter og foreninger inden for kultur og social ansvarlighed.
Sponsorer er mæcener. Med sponsoratet følger foruden retten til at få navnet nævnt også en uformel, men ikke uvæsentlig indflydelse på modtagerens måde at dyrke sin sport, kunst osv. på. Alene truslen om at trække sponsoraftalen tilbage kan have stor betydning som pressionsmiddel. 

## Note
1. ↑  Kommunikationsforum | En step-by-step-guide til eventsponsorsøgning | Andreas Bjerring | Martin Munk Christensen
2. ↑  Som eksempel kan man nævne den betydning, det har fået for den professionelle cykelsport, at det er lykkedes for visse sponsorer at begrænse eller helt fjerne doping på deres hold.